# Abandon Ship
Abandon Ship – pierwszy album studyjny australijskiej grupy Knife Party, wydany 7 listopada 2014 roku na iTunes. Za produkcję całego albumu odpowiadają członkowie zespołu – Rob Swire i Gareth McGrillen.

## Lista utworów
1. "Reconnect" – 1:39
2. "Resistance" – 5:11
3. "Boss Mode" (feat. Raja Kumari) – 3:46
4. "EDM Trend Machine" (feat. Simon Aldred) – 5:06
5. "404" – 4:59
6. "Begin Again" – 5:55
7. "Give It Up" (feat. Mr Vegas) – 4:12
8. "D.I.M.H." (feat. Betsy) – 5:47
9. "Micropenis" – 5:33
10. "Superstar" (feat. Skaar) – 4:16
11. "Red Dawn" – 6:08
12. "Kaleidoscope" – 4:01